# سرپوهی گالیان
سرپوهی هوهانسی گالیان (ارمنی: Սրբուհի Հովհաննեսի Գալյան؛ زادهٔ ۵ مهٔ ۱۹۹۲) یک دانشور حقوقی، و سیاستمدار اهل ارمنستان است که از تاریخ ۵ نوامبر ۲۰۲۴ تا کنون سمت وزیر دادگستری جمهوری ارمنستان را برعهده دارد.

## زندگی‌نامه
در ۵ مه ۱۹۹۲ در ایروان به دنیا آمد و از دانشگاه دولتی ایروان فارغ‌التحصیل شد. 

## یادداشت
1. ↑  ՀՀ արդարադատության նախարարի տեղակալ
2. ↑  ՀՀ արդարադատության նախարարի տեղակալ